# Transformers: Rise of the Dark Spark
Transformers: Rise of the Dark Spark est un jeu vidéo de tir à la troisième personne développé par Edge of Reality et édité par Activision, sorti en 2014 sur Windows, Wii U, PlayStation 3, PlayStation 4, Xbox 360, Xbox One et Nintendo 3DS.

## Accueil
- Jeuxvideo.com : 9/20[1]